# Irving Thomas
Irving Thomas (Brooklyn, 2 gennaio 1966) è un ex cestista statunitense, professionista nella NBA e in Europa.

## Palmarès
- McDonald's All-American Game (1985)
- Campione USBL (1995)